# Хирш, Владимир
Вла́димир Хирш (чеш. Vladimír Hirsch; 3 июля 1954, Бенешов, Чехословакия) — чешский композитор и инструменталист, чьи произведения балансируют на стыке традиционной симфонической музыки, электроники и экспериментального подхода к созданию музыкальных произведений. Эмбиентные саундскейпы вкупе с индустриальным звуком и примесью авангарда. Чешский композитор Владимир Хирш помимо творчества под своим именем является лидером проектов Скрол (Skrol), Aгиатриас (Aghiatrias), Субпоп Сквиз (Subpop Squeeze), Луминар Aкс(Luminar Ax), Tириa (Tiria) или Зыготе (Zygote).

## Дискография
- Organ Pieces, (музыка для органа), 1991
- Casual Crime, (джаз) 1998
- Heretical Antiphony (Скрол), 1999
- Dreams Of Awakening, 1999
- Geometrie Nevědomí (Zygote), 2000
- Insomnia Dei(Скрол), 2001
- Epidaemia Vanitatis(Aгиатриас), 2002
- Симфония № 2 a 3, 2003
- Regions Of Limen(Aгиатриас), 2004
- Fragments, thèmes et images scéniques, 2005
- Dances & Marches For The Orphan Age (Скрол), 2005
- Sense Geometry, 2006
- Ethos(Aгиатриас), 2006
- Torment Of Naissance, 2007
- Concert industriel pour orgue(Концерт для органа), 2007
- Epidemic Mind, 2008
- Симфония №.4 «Снятие с креста», 2008
- Тобрук, 2008
- Exorcismy, 2008
- Nonterra, 2008
- Les scénes ardentes, 2009
- Contemplatio za nexus, 2009
- NewLaws /New Orders(Скрол), 2009
- Graue Passion, 2009
- Underlying Scapes, 2009
- The Assent To Paradoxon, 8 компакт-дисков , Aрс Беневолa Матер, 2010 (Коллекция альбомов)
- Cryptosynaxis, 2010
- Marketa, the daughter of Lazar, 2010
- Luminar Ax (, 2011
- Endoanathymia, 2011
- Missa Armata . Invocations, 2012
- Epidemic Mind, Surrism-Phonoethics, digital, 2013
- Selected Organ & Piano Works, Integrated Music Records, Surrism-Phonoethics, 2CD & digital, 2013
- Elysium (Tириa), LBA Composers, USA, CD & digital, 2013
- The Sheep Barn Entertainment (Субпоп Сквиз), Alkemy Brothers (Black Work), USA, digital release, 2014
- Axonal Transit, ("Axonal Transit", subtitled "Symphony no.5" & "Craving Urania"), Integrated Music Records, CDr, 2014
- Organ Concerto No.2 "Horae" (Концерт для органа), SuRRism-Phoethics, digital, 2015
- Introscan (Субпоп Сквиз) , CatchArrow Recordings, digital, 2016
- Anacreontics (Субпоп Сквиз) [3]), E-Klageto (division of PsychKG), CD, 2017
- Scripta Soli, Old Captain, CD, 2017